# Vrijbroekpark

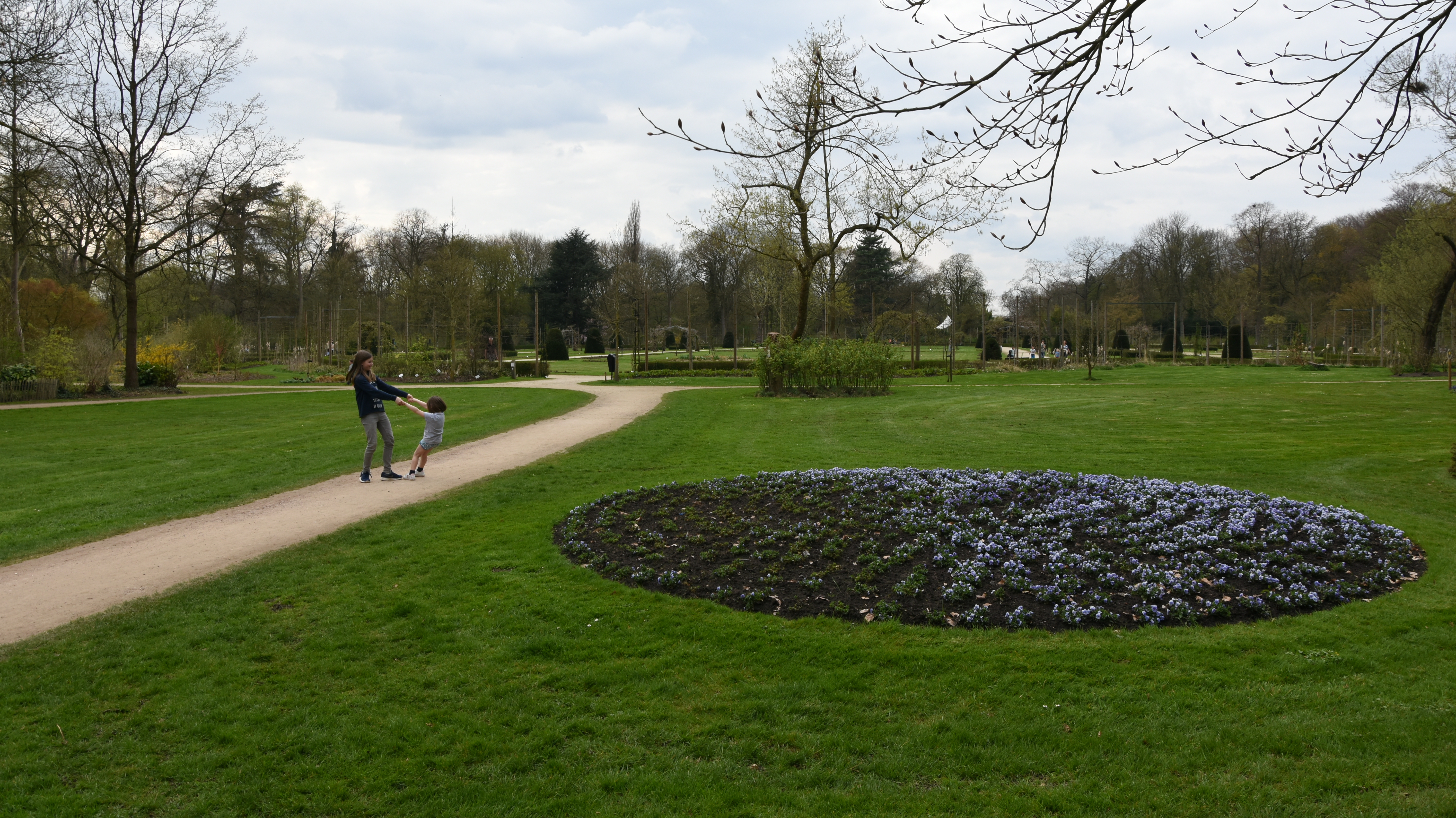
Het Vrijbroekpark

Het Vrijbroekpark, officieel Provinciaal Groendomein Vrijbroekpark, is een park in de Belgische stad Mechelen. Het ligt aan de rand van de stad en is 65 hectare groot. De provincie Antwerpen is eigenaar en het is alle dagen vrij toegankelijk. Men organiseert er onder meer wandelingen, evenementen en tentoonstellingen.

## Naamgeving
Dit gebied werd tijdens de laatste ijstijd, het Weichselien, geboetseerd door de rivier de Zenne. Het ligt aanzienlijk lager dan de omgeving en is daardoor nat en moerassig. Broek is een oud woord voor moeras. Het was dus niet geschikt voor akkerbouw, wel als wei- en hooiland. Boeren mochten hun vee hier vrij laten grazen tegen betaling van een kleine som geld. Einde jaren 1920 kocht de provincie Antwerpen een deel het gebied aan. De hotelruïne werd in 2021 aangekocht en in 2025 opengesteld.

## Hotelruïne
De ruïne is een ruwbouw van twee verdiepingen van een mislukt hotelproject uit de jaren 70, toen men de intentie had Mechelen te voorzien van een congrescentrum. De toenmalige autosnelweg E-10 (nu E-19) ligt vlakbij en het Mechels stadsbestuur vond een aantal ondernemers bereid om dit project te realiseren. Het zou hotelkamers, restaurants en vergaderzalen voorzien. In 1972 werd het project gestart maar al snel stopgezet, was het nu omdat de financiering niet rond kwam of omdat het gebouw onstabiel werd door de moerassige ondergrond?

## Beschrijving van het park
Sinds 2025 is het park aanzienlijk uitgebreid dankzij de ontsluiting van de hotelruïne als een uniek rust -en wandelpunt.  
In het park zijn aanwezig:
- een rozentuin met meer dan 100 rozensoorten, die in 2003 de Award of Garden Excellence kreeg
- een dahliatuin
- een ecotooptuin, op een vroegere stortplaats van de stad
- waterpartijen
- een speeltuin
- een brasserie en een zomerbar
- speelvelden voor voetbal, basketball, cricket, tennis, petanque en hockey, en een grote spiegelvijver
- een salicetum of wilgenarboretum: een levende verzameling van verschillende wilgensoorten en/of -rassen.
- een hotelruïne
- een multimove pad
- een bosbadpad

In het Vrijbroekpark komt een van de grootste Europese populaties voor van kruipend moerasscherm, een zeldzaam plantje dat profiteert van het zeer kort houden van de gras gazons. In 2018 werden enkele honderdduizenden exemplaren geteld. Het park is onderdeel van Natura 2000-gebied Bossen van het zuidoosten van de Zandleemstreek.

## Galerij

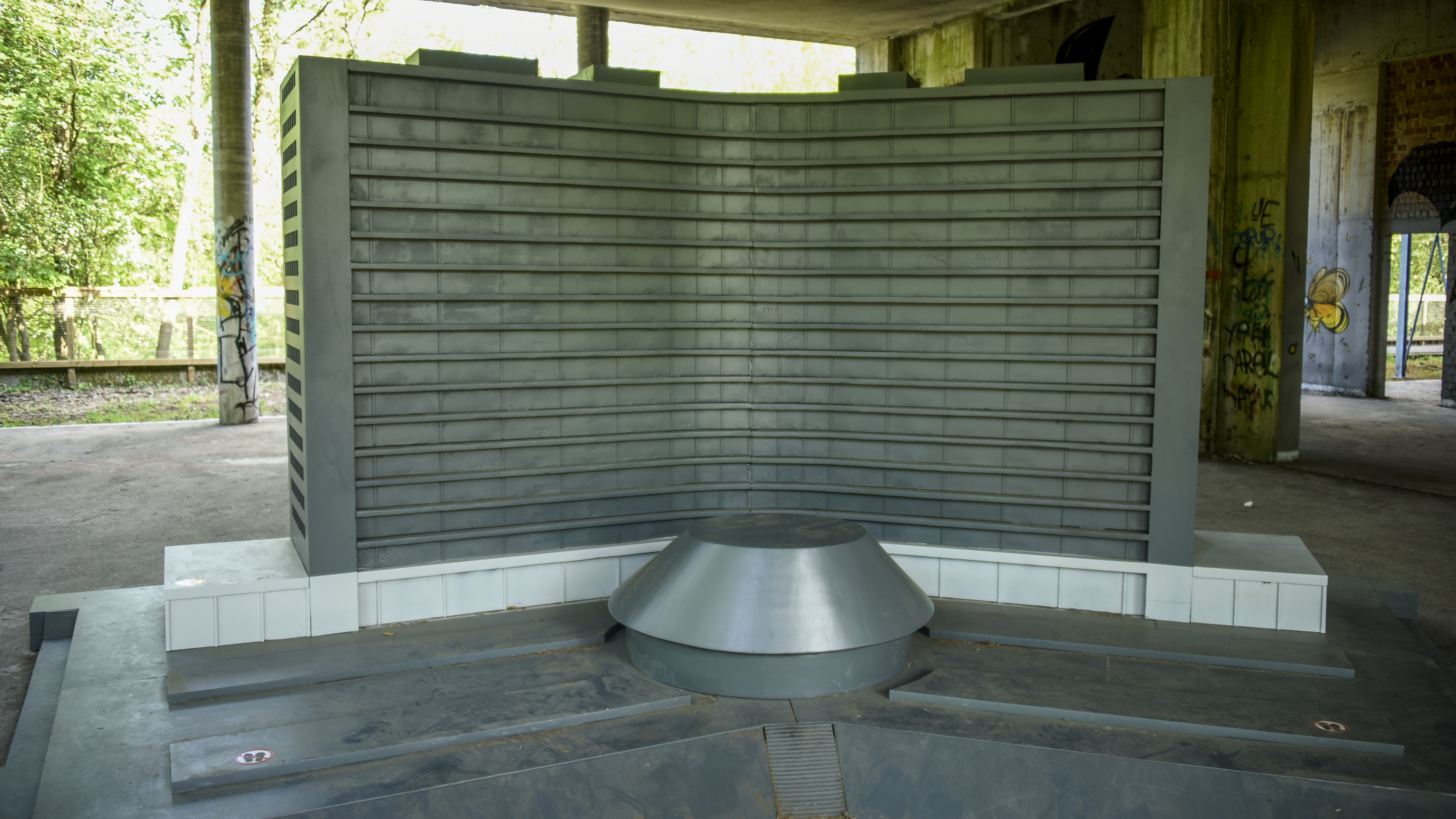
Maquette van het hotel
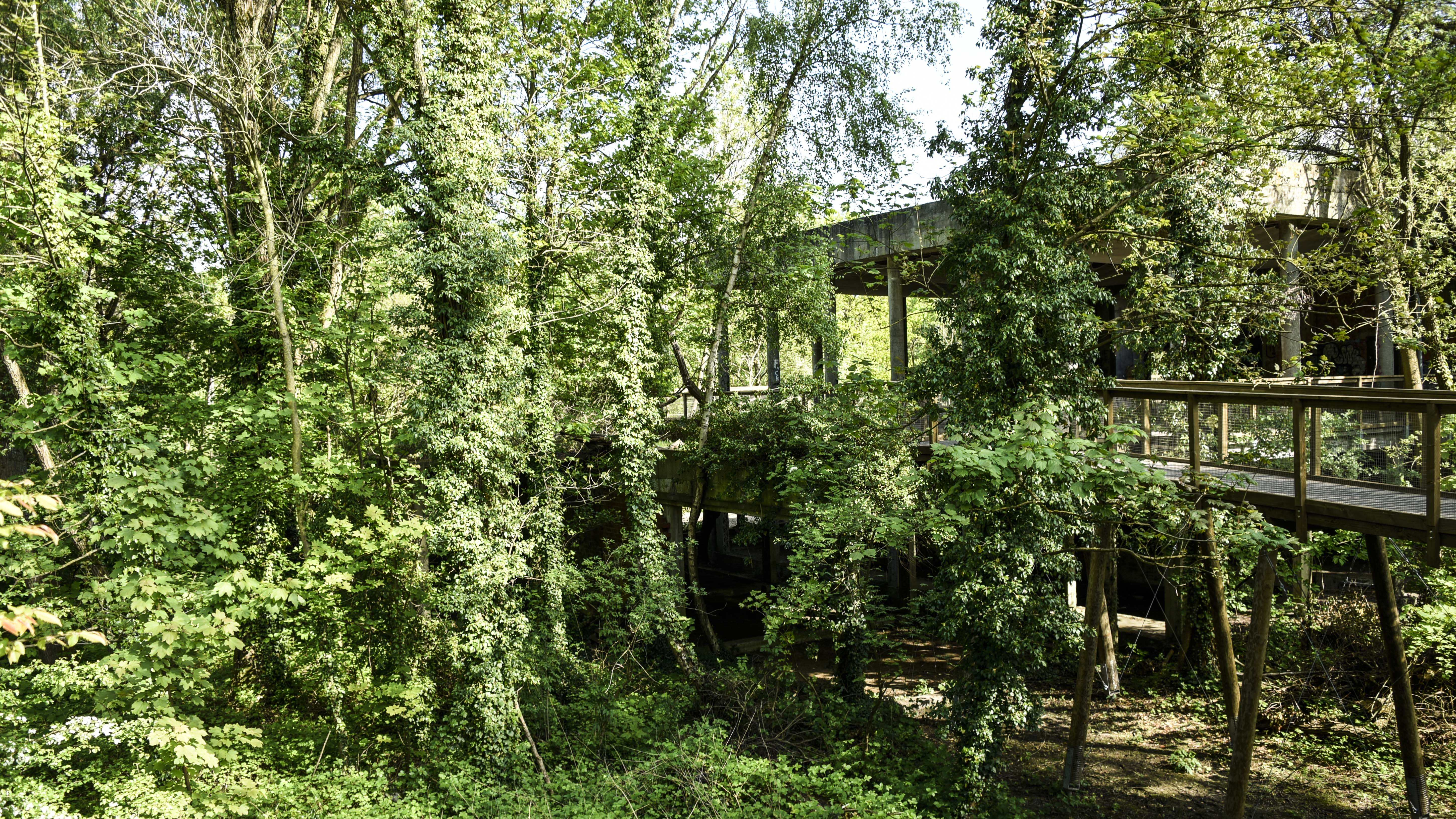
Hotelruïne
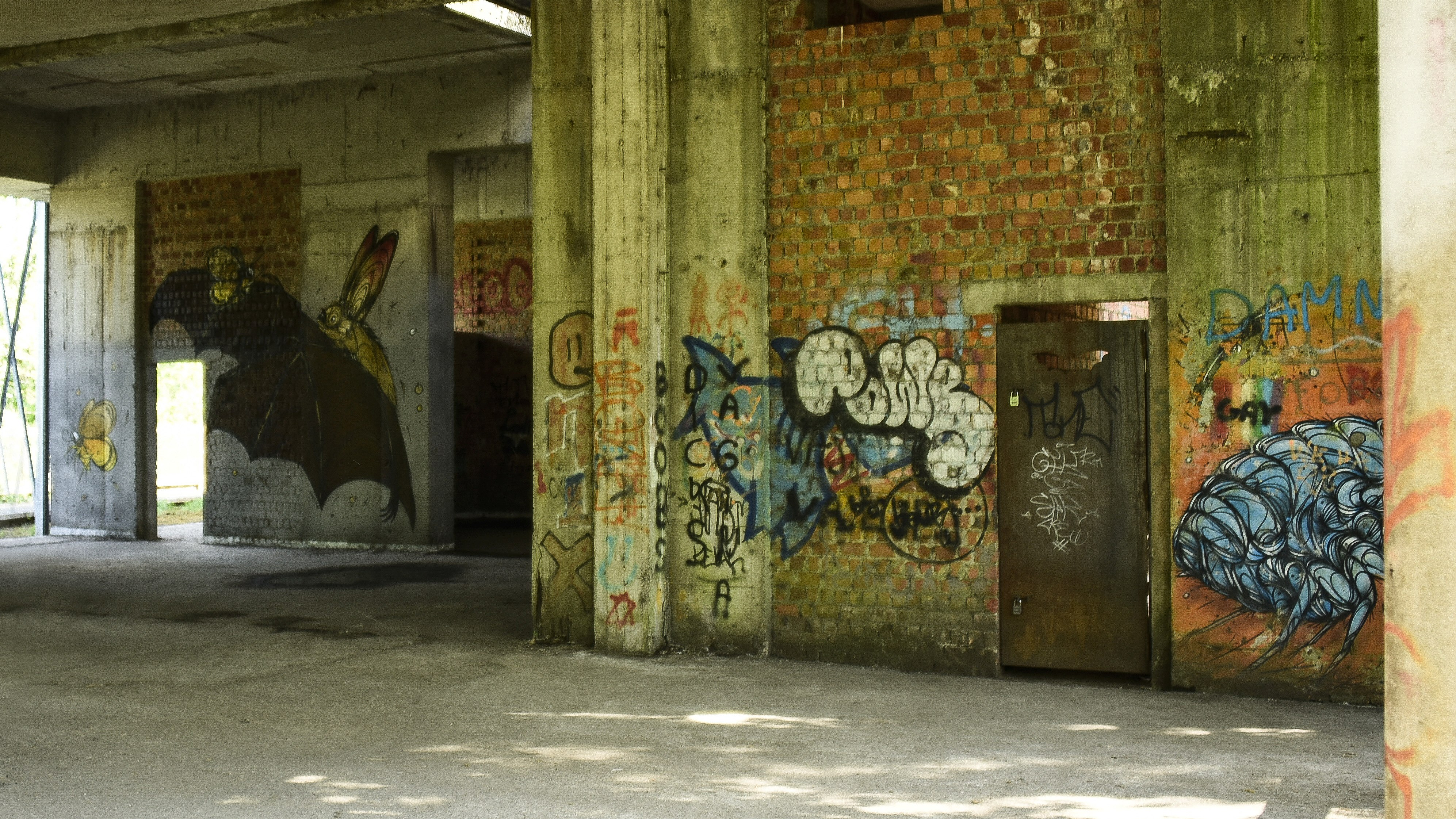
Hotelruïne
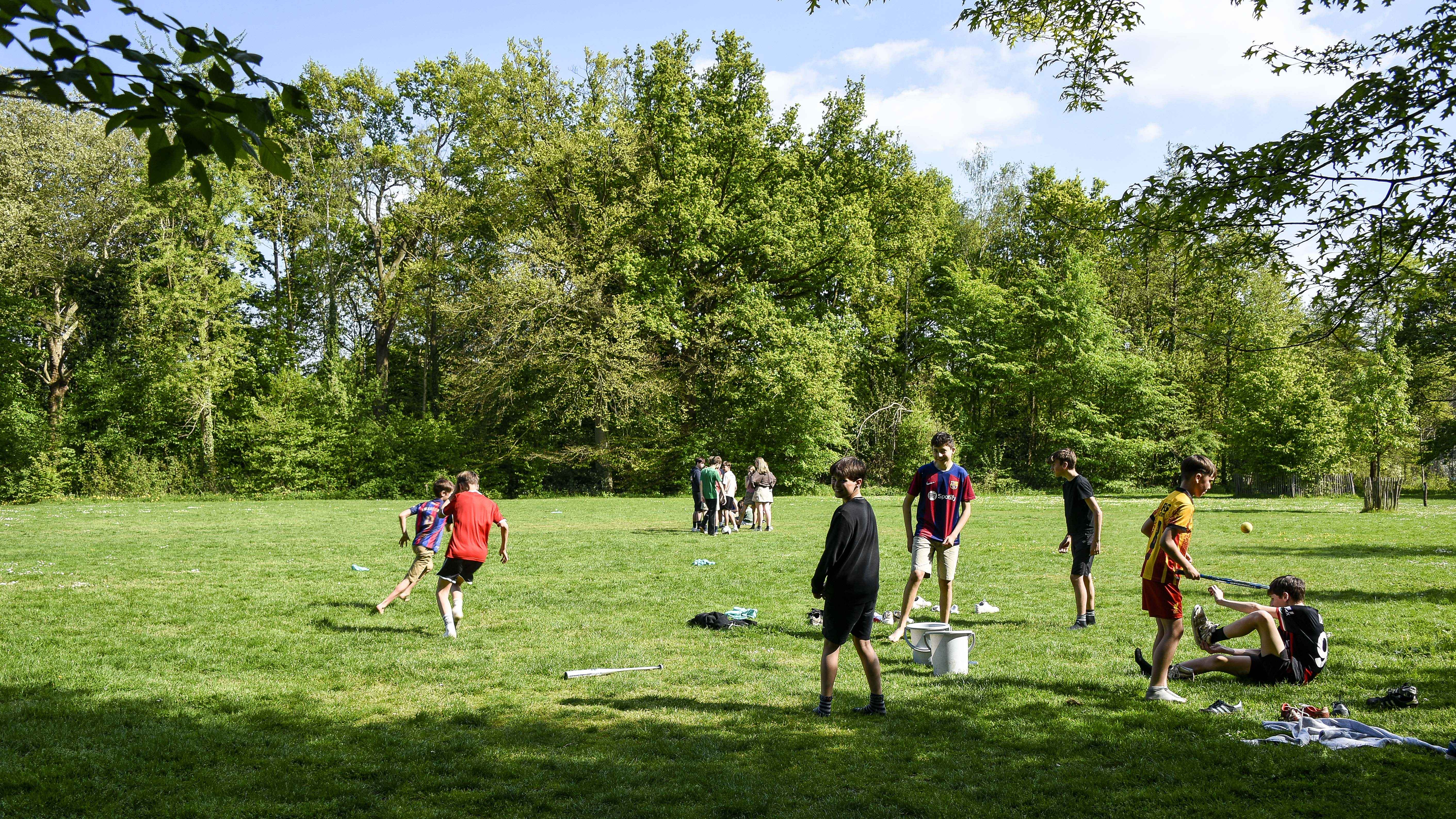
Speelweide
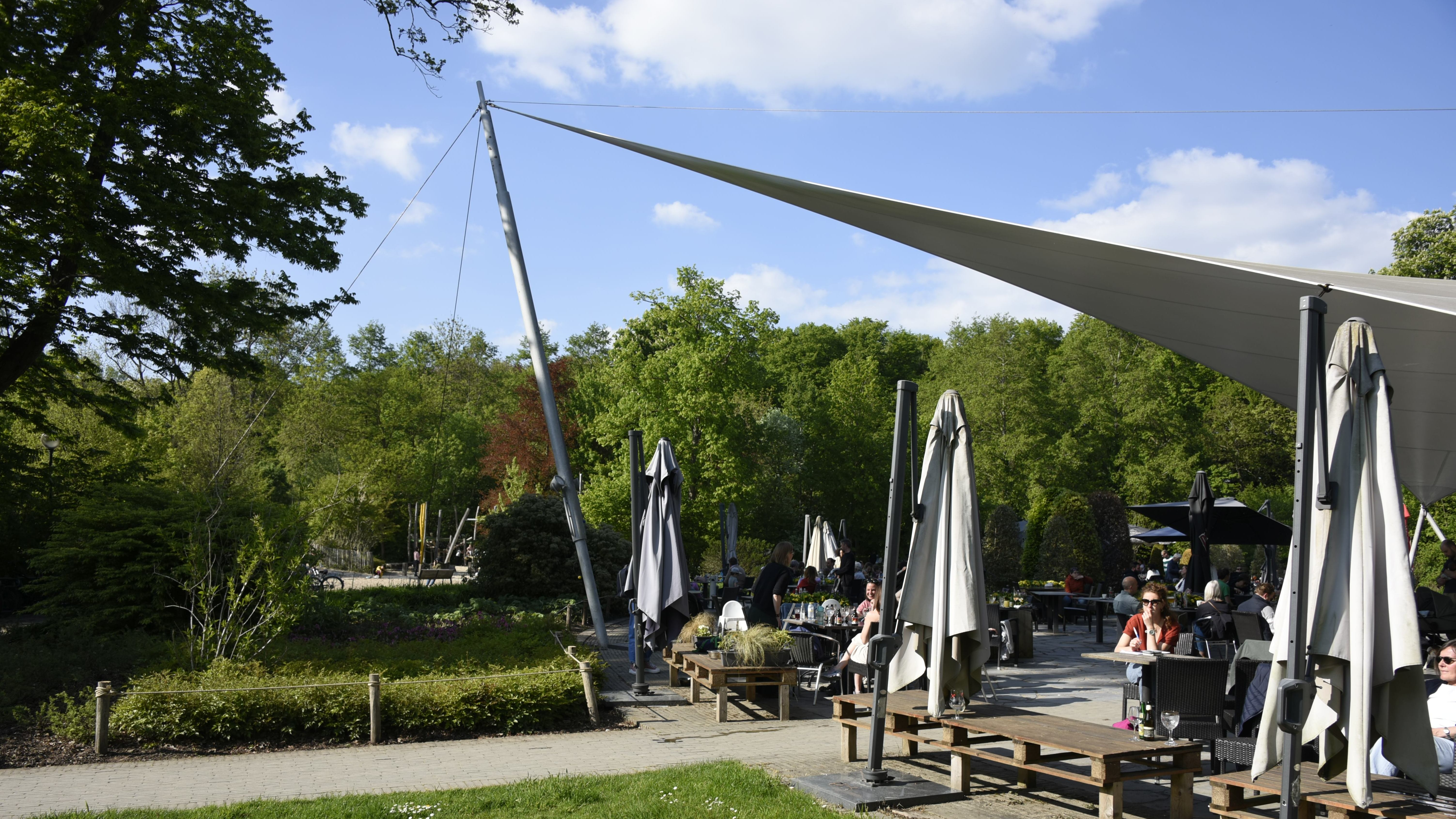
Brasserie
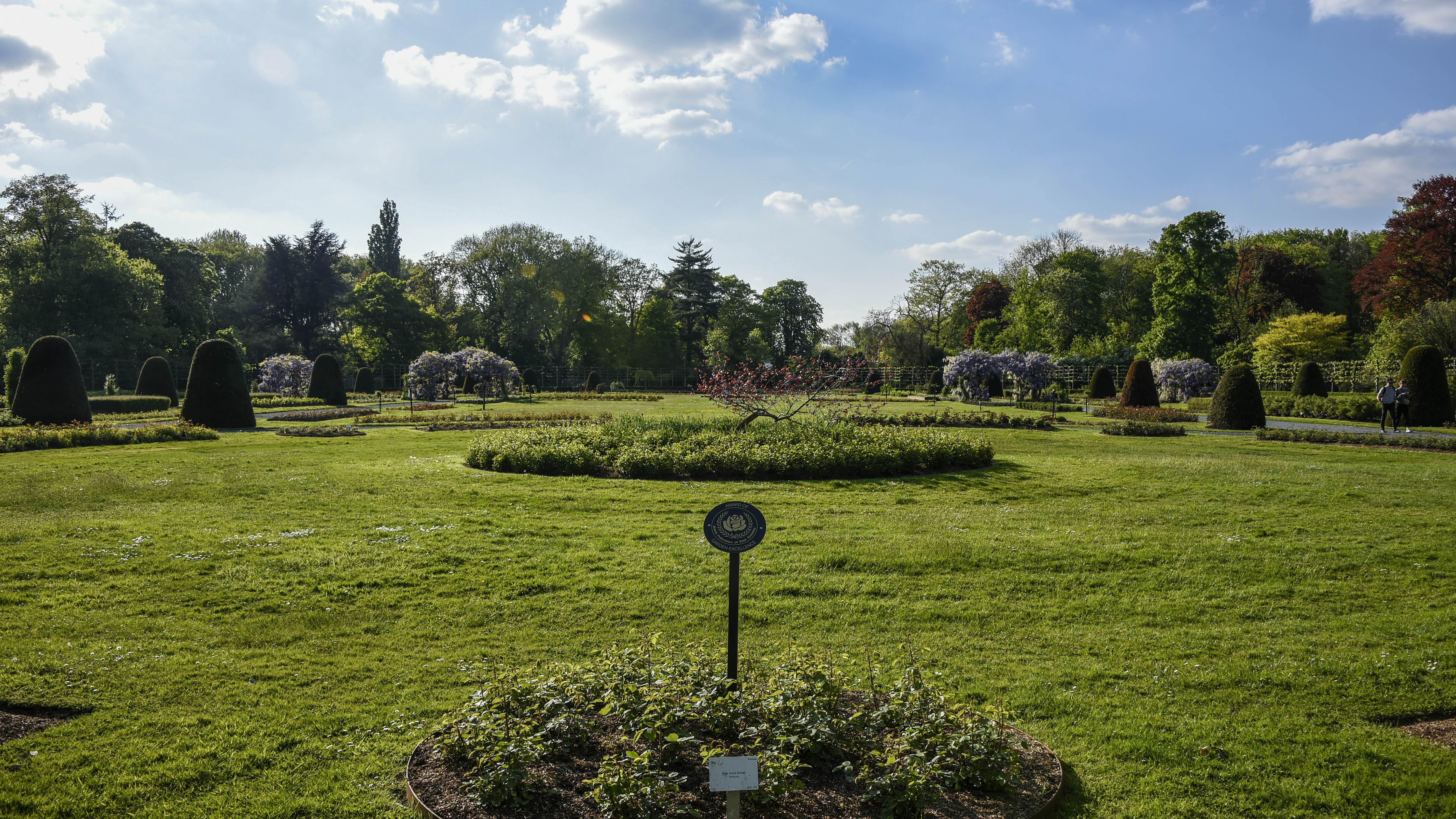
Tuin
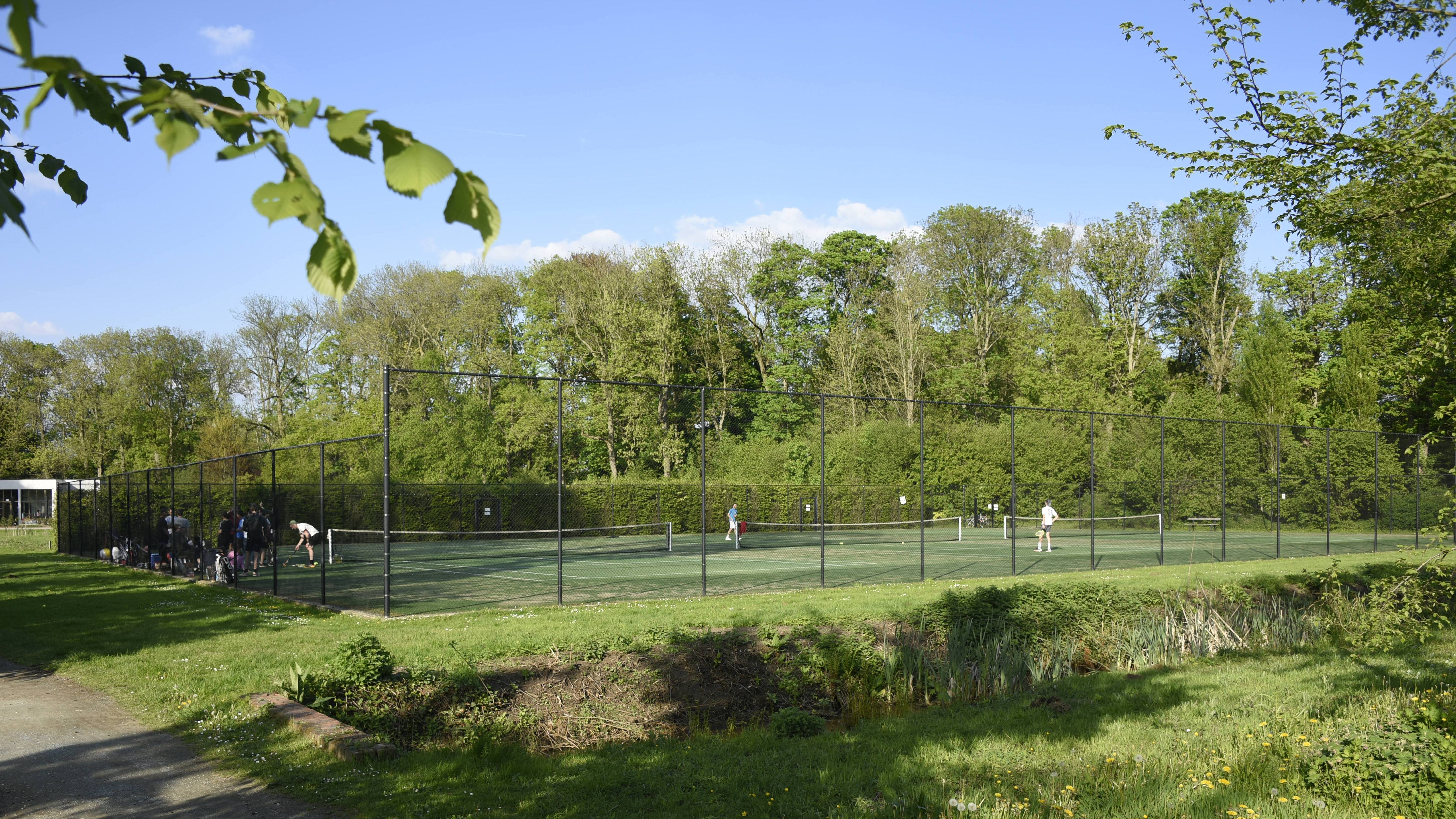
Tennisvelden